# اکسترا
اکسترا (انگلیسی: Extra یا انگلیسی: extr@) مجموعه‌ای تلویزیونی با موضوع آموزش زبان است که در قالب کمدی موقعیتهایی مانند فرندز ساخته شده‌است. این مجموعه در سال‌های ۲۰۰۲ تا ۲۰۰۴ تولید شد و مخاطب هدف آن دانش‌آموزان دوره متوسطه بودند. چهار نسخه از این مجموعه به زبان‌های انگلیسی، فرانسوی، اسپانیایی و آلمانی تهیه شد.

## داستان
نسخهٔ انگلیسی، ۳۰ قسمت داشت ولی نسخه دیگر زبان‌ها فقط ۱۳ تای اولشان ساخته شده بود. داستان این ۱۳ قسمت تقریباً در تمام ۴ زبان یکسان است.
سم که دانش کمی دربارهٔ زبان دارد، برای مدّتی به دیدار دوست مکاتبه‌ای خود، ساشا، می‌آید. آنا هم‌خانه‌ای ساشا و نیک همسایهٔ خوش‌گذران آن‌هاست. کوشش‌های سم برای آموختن زبان، درون‌مایهٔ اصلی داستان‌هاست. داستان‌های مناسب سنین نوجوانی نوشته شده‌اند.
داستان ۱۳ قسمت با برهم خوردن قرار ازدواج سم و آنا تمام می‌شود و داستان نیمه‌تمام می‌ماند؛ امّا در نسخهٔ انگلیسی ۱۷ قسمت دیگر ساخته شد که دوستی نیک و ساشا را و مشکلات آنها، رابطهٔ رو به اتمام آنا و سم را نشان می‌دهد. در انتها سم موقعیت شغلی در ایالات متحده پیدا می‌کند و با این سؤال که باید برود یا نه، مجموعه تمام می‌شود.

## بازیگران و شخصیت‌ها
| انگلیسی                    | فرانسوی                     | آلمانی                         | اسپانیایی                          |
| -------------------------- | --------------------------- | ------------------------------ | ---------------------------------- |
| خاویر مارزان - هکتور رومرو | لارنس ری - سم سکات          | لارس اوشتون - سم سکات          | لارنس ری - سم سکات                 |
| جولی باکفیلد – آنی تیلور   | ماری کردیلات – آنی          | بریتا بکر – آنا اشمیت          | سلیا میراس – آنا                   |
| ابی سیمپسون – بریجت اونز   | ونسا سیدو – ساشا فنتان      | لئونتاین هاس – ساشا مایر/فنتان | ونسا اوترو – لولا کانو             |
| توبی والتون – نیک جساپ     | ژان-فلیکس کالن – نیکو دوبوا | فرانک برونت – نیک مولر         | خاویر مارزان – پابلو آراندا گارسیا |